# Pentacentrus cornutus
Pentacentrus cornutus är en insektsart som beskrevs av Lucien Chopard 1940. Pentacentrus cornutus ingår i släktet Pentacentrus och familjen syrsor. Inga underarter finns listade i Catalogue of Life.